# Dmanisi
Dmanisi (gru. დმანისი) je grad, administrativno središte distrikta Dmanisi i arheološko nalazište u južnoj Gruziji u pokrajini Donja Kartlija, a od glavnog grada Tbilisija udaljen je 85 kilometara. Grad je poznat po nalazima fosila i kosura čovjeka starog 1,8 milijuna godina zvanog homo georgicus. Prema procjeni iz 2009. godine grad ima 3.600 stanovnika.

## Povijest
Grad Dmanisi se prvi put spominje u 9. stoljeću kao posjed arapskog emira u Tbilisiju, iako je područje grada naseljeno još od ranog brončanog doba. Grad je vjerojatno ime dobio po pravoslavnoj katedrali "Dmansis Sioni", sagrađenoj u 6. stoljeću. Smješten na ušću trgovačkih putova i kulturnih utjecaja, Dmanisi je bio od posebnog značajaza srednjovjekovnu Gruziju kao važan trgovački grad. 1080-ih su grad osvojili turski Seldžuci, ali su ga između 1213. i 1215. osobodili David Graditelj i Dementrios I. Udružena Tursko-mongolska vojska je na putu u Izmir opustošila grad u 14. stoljeću, a Turci su ga ponovno opljačkali i opustošili 1486., zbog čega se grad sve do 18. stoljeća oporavljao od toga.

## Arheološka istraživanja
Opsežna arheološka istraživanja na tom području započela su 1936. i nastavljena do 1960. Osim bogate zbirke antičkih i srednjovjekovnih artefakata, ruševina raznih zgrada i građevina, pronađeni su jedinstveni ostaci pretpovijesnih životinja i ljudi. Neki pronalasci životinjskih kostiju su indetificirai od strane gruzijskog paleontologa A. Vekua zajedno sa zubima izumrlog nosoroga Dicerorhinus etruscus etruscus 1983., koji potječe iz ranog Pleistocena. Otkriće primitivnih kamenih alata 1984. godine dovelo je do povećanje interesa na arheološkom nalazištu. 1991. timu gruzijskih znanstvenika pridružili su se njemački arheolozi iz Romansko-njemačkog središnjeg muzeja u Mainzu, a kasnije i francuski, španjolski i američki znanstvenici.

## Vanjske poveznice
- [neaktivna poveznica]